# Don't Look Back (DON'T LOOK BACKのアルバム)
『Don't Look Back』（ドント・ルック・バック）は、DON'T LOOK BACKのミニ・アルバム。1998年9月2日にZOOTRECから発売された。

## 批評
| 専門評論家によるレビュー | 専門評論家によるレビュー |
| レビュー・スコア         | レビュー・スコア         |
| 出典                     | 評価                     |
| ------------------------ | ------------------------ |
| CDジャーナル             | 肯定的                   |

CDジャーナルは、「アメリカン・ロックの流れを汲むサウンドは彼の真骨頂ともいえるものだが、売れ線ねらいのところに好感が持てる」と批評している。

## 収録曲
- 作詞・作曲：織田哲郎（特記以外）

1. 爆走野郎
編曲：ホリエアキラ・DON'T LOOK BACK
2. Don't Look Back (Caligula Ver.)
編曲：DON'T LOOK BACK
3. 夢
作詞・作曲：美久月千晴／編曲：DON'T LOOK BACK
  - 美久月千晴がメインボーカルを担当している。
4. Rain
編曲：ホリエアキラ・DON'T LOOK BACK
5. Motor Man
編曲：DON'T LOOK BACK
  - 1999年に相川七瀬が「Motor☆Girl」のタイトルでカバー。
6. 悦楽共犯者
作詞：織田哲郎・古村敏比古／作曲：古村敏比古／編曲：ホリエアキラ・DON'T LOOK BACK
7. 渚にて
編曲：DON'T LOOK BACK